# Camp (Fernsehserie)
Camp ist eine US-amerikanische Dramedy-Fernsehserie von Liz Heldens. Produziert wurde die Serie 2013 von BermanBraun, Matchbox Pictures, Selfish Mermaid und Universal Television für den US-Sender NBC. Die Serie dreht sich um das Camp Little Otter, welches von Mackenzie Granger geführt wird. Das Camp ist Schauplatz von zahlreichen Eskapaden von Campern und Betreuern. Die Erstausstrahlung in den Vereinigten Staaten erfolgte von Juli bis August 2013 auf NBC im Anschluss an America’s Got Talent.

## Handlung
Die frischgeschiedene Mackenzie Granger führt das Camp Little Otter. Nach dem Scheitern ihrer Ehe will sie das heruntergekommene Camp wieder auf Vordermann bringen. Doch sie hat durch ein anderes Camp Konkurrenz erhalten, welches ausgerechnet von Roger Shepard, eine Affäre von Mackenzie, geführt wird. Auch ihr Sohn Buzz Granger ist am Scheideweg. Er will in diesem Sommer unbedingt seine Jungfräulichkeit verlieren. Weitere Angestellte im Camp sind Sarah und Robbie, die jedes Jahr im Sommer ein Paar sind. Robbie hofft erneut auf gemeinsame Zeiten, doch Sarah hat sich in einen Schriftsteller verliebt, der auf der gegenüberliegenden Seite des Camp ein Haus gemietet hat.

## Produktion und Ausstrahlung
Am 6. Januar 2013 verkündete NBC die Bestellung der 10-teiligen Serie. Als Produzenten fungierten Liz Heldens und Peter Elkoff, die die Serie ebenfalls entwickelten. Als Starttermin wurde der Sommer 2013 genannt. Im Februar 2013 erhielt Thom Green als erster eine Hauptrolle in der Serie. Ihm folgten einige Tage später Rachel Griffiths, Tim Pocock und Dena Kaplan in weiteren Hauptrollen. Die Produktion begann im März 2013 in Australien.
Die Serie wurde vom 10. Juli bis zum 11. September 2013 auf dem Sender ausgestrahlt. Die erste Folge erreichte genau fünf Millionen Zuschauern, die im Lauf der nächsten Wochen auf 3,41 Millionen fielen. Nach einer Staffel wurde die Serie eingestellt.

## Besetzung

### Hauptbesetzung
Die deutsche Synchronfassung entstand unter der Dialogregie und den Dialogbüchern von Oliver Feld durch die Synchronfirma „Arena Synchron GmbH, Berlin.“
| Rollenname           | Schauspieler/in   | Hauptrolle | Synchronsprecher/in |
| -------------------- | ----------------- | ---------- | ------------------- |
| Mackenzie Granger    | Rachel Griffiths  | 1.01–1.10  | Katrin Zimmermann   |
| Kip Wampler          | Tom Green         | 1.01–1.10  | Ricardo Richter     |
| Sarah Brennen        | Dena Kaplan       | 1.01–1.10  | Esra Vural          |
| Robbie Matthews      | Tim Pocock        | 1.01–1.10  | Tim Knauer          |
| Buzz Granger         | Charles Grounds   | 1.01–1.10  | Till Völger         |
| David „Cole“ Coleman | Nikolai Nikolaeff | 1.01–1.10  | Roman Wolko         |
| Marina Barker        | Lily Sullivan     | 1.01–1.10  | Kathrin Neusser     |
| Grace                | Charlotte Nicdao  | 1.01–1.10  | Marie-Luise Schramm |
| Roger Shepherd       | Rodger Corser     | 1.01–1.10  | Florian Halm        |

### Nebenbesetzung
| Rollenname    | Schauspieler/in    | Nebenrolle | Synchronsprecher/in  |
| ------------- | ------------------ | ---------- | -------------------- |
| Todd          | Adam Garcia        | 1.01–1.10  | Jan Kurbjuweit       |
| Raffi         | Christopher Kirby  | 1.01–1.10  | Oliver Feld          |
| Greg          | Jordan Rodrigues   | 1.01–1.10  |                      |
| Miguel Santos | Juan Pablo Di Pace | 1.01–1.10  | Felix Spieß          |
| Sheila        | Genevieve Hegney   | 1.01–1.10  | Victoria Sturm       |
| Chloe         | Natasha Bassett    | 1.01–1.10  | Sarah Alles          |
| Zoe           | Carmel Rose        | 1.01–1.10  | Anna Amalie Blomeyer |
| Steve         | Jonathan LaPaglia  | 1.01–1.02  | Peter Flechtner      |
| Ekaterina     | Jodi Gordon        | 1.01–1.02  |                      |

## Episodenliste
| Nr. | Deutscher Titel | Originaltitel           | Erstausstrahlung USA | Deutschsprachige Erstausstrahlung (—) | Regie             | Drehbuch                              |
| --- | --------------- | ----------------------- | -------------------- | ------------------------------------- | ----------------- | ------------------------------------- |
| 1   | —               | Pilot                   | 10. Juli 2013        | —                                     | Kate Woods        | Liz Heldens & Peter Elkoff            |
| 2   | —               | Capture the Flag        | 17. Juli 2013        | —                                     | Shawn Seet        | Liz Heldens                           |
| 3   | —               | The Mixer               | 24. Juli 2013        | —                                     | Shawn Seet        | Peter Elkoff                          |
| 4   | —               | Valentine's Day in July | 31. Juli 2013        | —                                     | Ben Chessell      | Jessica Goldberg                      |
| 5   | —               | Heat Wave               | 7. Aug. 2013         | —                                     | Ben Chessell      | Kath Lingenfelter                     |
| 6   | —               | Parents' Weekend        | 14. Aug. 2013        | —                                     | Nicholas Bufalo   | Brent Fletcher                        |
| 7   | —               | The Wedding             | 21. Aug. 2013        | —                                     | Nicholas Bufalo   | Robia Rashid                          |
| 8   | —               | Harvest Moon            | 28. Aug. 2013        | —                                     | Lynn-Maree Danzey | Joe Lawson                            |
| 9   | —               | CIT Overnight           | 4. Sep. 2013         | —                                     | Lynn-Maree Danzey | Jessica Goldberg                      |
| 10  | —               | Last Days of Summer     | 11. Sep. 2013        | —                                     | Catriona McKenzie | Dennis Saavedra Saldua & Hayley Tyler |